# Peromyscus nasutus
Peromyscus nasutus — вид гризунів родини Cricetidae. Зустрічається в Мексиці та США. Зустрічається у передгір’ях Скелястих гір, серед скелястих виступів і валунів у лісах ялівцю-ялівцю та дуба. Оскільки відповідне середовище існування не знайдено рівномірно в межах ареалу, поширення виду є дуже фрагментованим. Цей вид є напівпідземним.